# Harpactes whiteheadi
Harpactes whiteheadi là một loài chim trong họ Trogonidae.